# 朴相熙

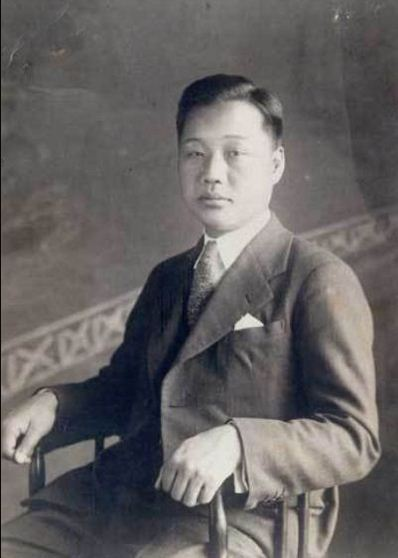
朴相熙

朴相熙（韓語：박상희；1906年9月10日—1946年10月6日），朝鮮獨立運動家，記者。他是韓國總統朴正熙的兄长，女兒朴榮玉是前韓國總理金鍾泌的妻子。
他出身慶尚北道漆谷郡若木面，本貫高靈朴氏，是朴成彬四子，曾參加抗日團體新幹會，1934年任《朝鮮中央日報》支局長、1935年任《東亞日報》記者。在1940年代與呂運亨結成建國同盟，1945年日本投降後創設朝鮮建國準備委員會龜尾支部，在1946年任民主主義民族戰線善山郡支部事務局長。
他在大邱10月事件在善山郡龟尾面受警察槍擊而死，终年40岁。